# Најк хуп самит
Најк хуп самит је кошаркашка утакмица која се игра од 1995. године и на њој наступају млади играчи из САД против играча из остатка света. Главни спонзор је Најк. Велики број играча који је наступао на овим мечевима је касније играо у НБА лиги и остварио запажене резултате у каријери.

## Рекорди

### САД
Поени: 35 Шабаз Мухамед (2012)

Скокови: 10 Кевин Гарнет (1995), Џермејн О'Нил (1996), Тајлер Хенсбро (2005), Ентони Дејвис (2011), Кајл Андерсон (2012), и Џахил Окафор (2014)

Асистенције: 11 Џон Вол (2009)

Украдене лопте: 5 Рон Артест (1997), Џон Вол (2009), Тајус Џонс (2014), и Маркел Фулц (2016)

Блокаде: 9 Кевин Гарнет (1995)

### Свет
Поени: 34 Енес Кантер (2010)

Скокови: 14 Дирк Новицки (1998), Немања Александров (2007), Милан Мачван (2009), и Дарио Шарић (2012)

Асистенције: 9 Бен Симонс (2015)

Украдене лопте: 4 Никола Батум (2007) и Никос Папас (2009)

Блокаде: 10 Бисмак Бијомбо (2011)

## Досадашње утакмице
САД воде са 12-7
| Година | Локација                  | Резултат           |
| ------ | ------------------------- | ------------------ |
| 1995   | Спрингфилд, Масачусетс    | САД 86 – Свет 77   |
| 1996   | Шарлот, Северна Каролина  | Свет 104 – САД 96  |
| 1997   | Лејк Буена Виста, Флорида | САД 97 – Свет 90   |
| 1998   | Сан Антонио, Тексас       | Свет 104 – САД 99  |
| 1999   | Тампа, Флорида            | Свет 107 – САД 95  |
| 2000   | Индијанаполис, Индијана   | САД 98 – Свет 97   |
| 2004   | Сан Антонио, Тексас       | САД 99 – Свет 79   |
| 2005   | Мемфис, Тенеси            | САД 106 – Свет 98  |
| 2006   | Мемфис, Тенеси            | САД 109 – Свет 91  |
| 2007   | Мемфис, Тенеси            | САД 100 – Свет 80  |
| 2008   | Портланд, Орегон          | САД 98 – Свет 78   |
| 2009   | Портланд, Орегон          | Свет 97 – САД 89   |
| 2010   | Портланд, Орегон          | САД 101 – Свет 97  |
| 2011   | Портланд, Орегон          | САД 92 – Свет 80   |
| 2012   | Портланд, Орегон          | Свет 84 – САД 75   |
| 2013   | Портланд, Орегон          | Свет 112 – САД 98  |
| 2014   | Портланд, Орегон          | САД 84 - Свет 73   |
| 2015   | Портланд, Орегон          | Свет 103 - САД 101 |
| 2016   | Портланд, Орегон          | САД 101 - Свет 67  |